# الطائرات الرئاسية الإندونيسية
الطائرات الرئاسية الإندونيسية تُعرف أيضًا باسم إندونيسيا ون تحمل الرقم التسلسلي A-001 وهي الطائرة الرئاسية التي تحمل الرئيس ونائب رئيس لإندونيسيا. تم تصميم الطائرة لتلبية معايير السلامة والأمن المحددة لدعم احتياجات النقل الجوي للرئيس الإندونيسي، وتشمل نظام الدفاع عن النفس الراقية.
بدأ بناء وتعديل الطائرة بوينغ 737-800 في عام 2011. يعتمد على متغيرات بوينغ بيزنس جت. تم الانتهاء من الطائرة في عام 2014 ووصلت إلى قاعدة حليم بيرداناكوسوما الجوية في جاكرتا في 10 أبريل 2014. علامة استدعاء هذه الطائرة هي «إندونيسيا ون» مع الرقم التسلسلي A-001. تنتمي الطائرة إلى الأمانة العامة لجمهورية إندونيسيا، وتديرها القوات الجوية الإندونيسية، أما الصيانة فتديرها مؤسسة صيانة جارودا.

## نظام الدفاع
تتضمن ميزات الأمان نظام مضمن مضاد للصواريخ. تحتوي الطائرة على كاشف حراري ورادار للكشف عن الأجسام الغريبة أو الصواريخ أو الطائرات الأخرى بالقرب من الطائرة أو حولها، بالإضافة إلى القدرة على تجنب الهجوم. يقوم نظام الدفاع المضاد للصواريخ الذي تبلغ تكلفته 4.5 مليون دولار بنشر قشر، وسحابة من الصفائح المعدنية الرقيقة وقطع بلاستيكية، ومشاعل - كإجراء مضاد لردع الهجمات الصاروخية الموجهة. على الرغم من ميزات الأمان، لم يتم تزويد الطائرة بالأسلحة ولم يتم تصميمها للقتال. تم تدريب أربعة طيارين من سلاح الجو من قبل بوينغ لتشغيل نظام الدفاع على متن الطائرة.